# JR札幌病院

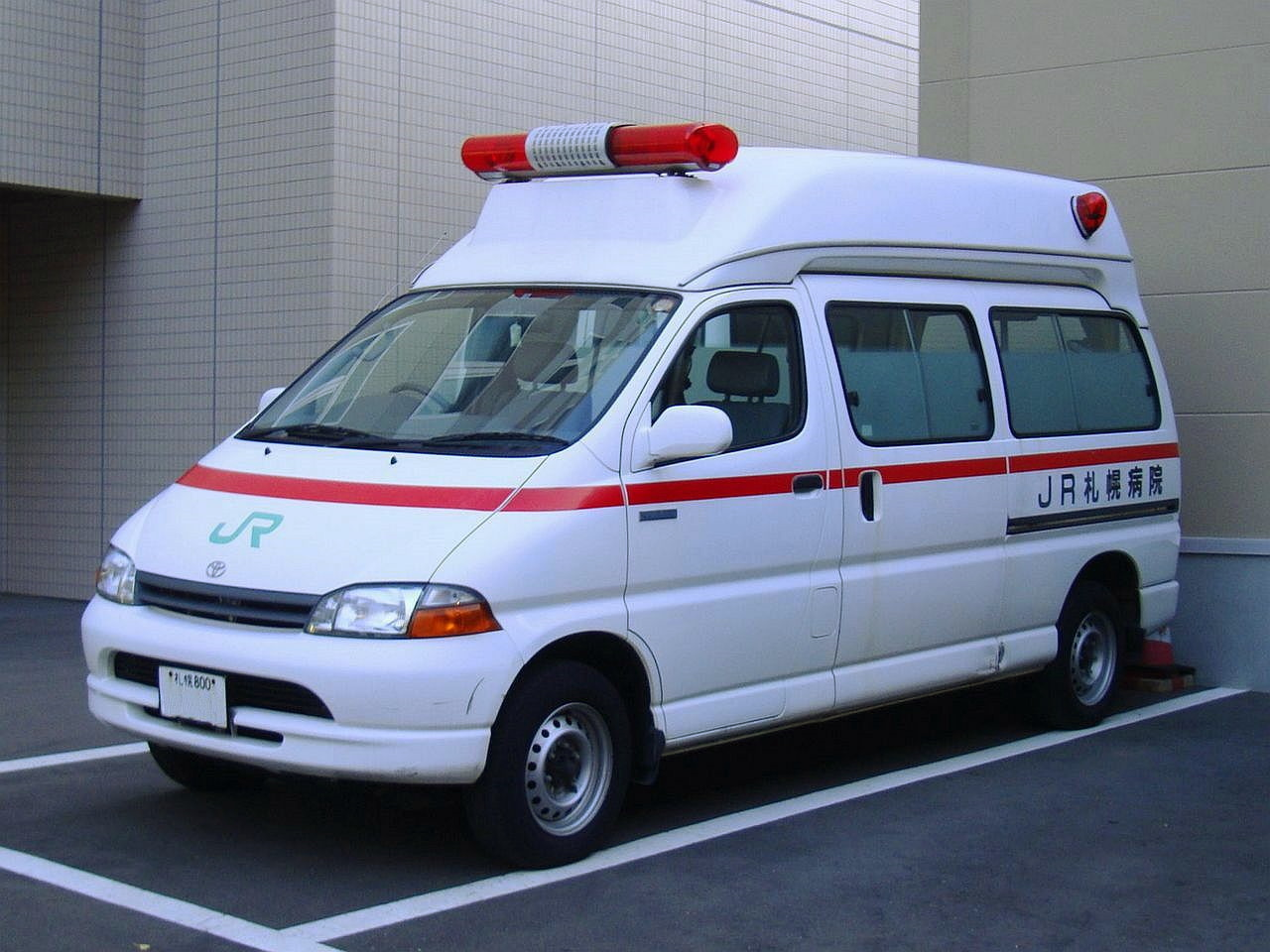
JR札幌病院の救急車（2011年10月）

JR札幌病院（ジェイ・アールさっぽろびょういん）は、北海道札幌市中央区にある病院（企業立病院）。建物・運営に関して、三菱商事グループ（三菱商事、エム・シー・ヘルスケアなど）と提携している。

## 沿革
- 1915年（大正4年）：北3条西4丁目の札幌鉄道集会所内で仮診療開始。北8条東2丁目に「札幌鉄道病院」開設。
- 1922年（大正11年）：現在地に移転。
- 1982年（昭和57年）：北海道知事の保険医療機関指定を受け一般患者の診療を開始[3]。
- 1987年（昭和62年）：国鉄分割民営化により北海道旅客鉄道（JR北海道）が発足し、日本国有鉄道から病院承継。
- 2009年（平成21年）：建て替え工事完了し、「JR札幌病院」と改称[4][5]。

## 機関指定
- 母体保護法医師指定研修機関
- 臨床研修指定病院（医科・歯科）
- 北海道がん診療連携指定病院[6]

## 診療科等

### 診療科
- 消化器内科
- リウマチ科
- 呼吸器内科
- 循環器内科
- 腎臓内科（血液透析）
- 糖尿病内科
- 泌尿器科
- 整形外科
- 産婦人科
- 皮膚科
- 小児科
- 耳鼻咽喉科
- 外科
- 乳腺外科
- 血管外科・呼吸器外科
- リハビリテーション
- 精神科
- 歯科口腔外科
- 眼科
- 麻酔科
- 病理診断科
- 放射線科

### 専門外来
- 禁煙外来
- ストーマ外来
- 糖尿病専門外来
- 乳腺専門外来

### 部門
- 保健管理部
- 臨床工学室
- 栄養管理室
- 薬剤科
- 感染防止対策室
- 看護部

## 施設認定
| 日本内科学会認定医制度教育関連病院     | 日本呼吸器学会認定施設                                |
| 日本呼吸器外科学会専門医制度関連施設   | 日本循環器学会認定循環器専門医研修施設                |
| 日本胸部外科学会認定医認定制度関連施設 | 日本外科学会外科専門医制度関連施設                    |
| 日本外科学会外科専門医制度修練施設     | 日本産科婦人科学会専門医制度卒後研修指導施設          |
| 婦人科悪性腫瘍化学療法研究機構認定施設 | 日本皮膚科学会認定専門医研修施設                      |
| 日本耳鼻咽喉科学会専門医研修施設       | 日本麻酔科学会麻酔科研修施設認定病院                  |
| 日本口腔外科学会認定医制度研修機関     | 日本静脈経腸栄養学会NST（栄養サポートチーム）稼働施設 |
| 日本消化器病学会専門医制度認定施設     | 日本がん治療認定医機構認定研修施設                    |
| 日本高血圧学会専門医認定施設           |                                                       |

## アクセス・駐車場
国道5号（創成川通）沿いに位置している。
- 北海道旅客鉄道（JR北海道）札幌駅から徒歩で約10分。
- 札幌市営地下鉄 さっぽろ駅21番出口から徒歩で約3分。
- 立体駐車場あり